# Callulina
A Callulina a kétéltűek (Amphibia) osztályába és  a békák (Anura) rendjébe tartozó  nem. A Brevicipitidae család korábban a szűkszájúbéka-félék (Microhylidae) család Brevicipitinae alcsaládját alkotta. Újabb vizsgálatok szerint viszont a monofiletikus családot alkotó öt nemzetség az afrikai békák egy nagyobb leszármazási vonalához tartozik a lapátorrúbéka-félék (Hemisotidae), a mászóbékafélék (Hyperoliidae) és az Arthroleptidae családokkal együtt.

## Rendszerezés
A nembe tartozó fajok:
- Callulina dawida Loader, Measey, de Sá, and Malonza, 2009
- Callulina hanseni Loader, Gower, Müller, and Menegon, 2010
- Callulina kanga Loader, Gower, Müller, and Menegon, 2010
- Callulina kisiwamsitu de Sá, Loader, and Channing, 2004
- Callulina kreffti Nieden, 1911
- Callulina laphami Loader, Gower, Ngalason, and Menegon, 2010
- Callulina meteora Menegon, Gower, and Loader, 2011
- Callulina shengena Loader, Gower, Ngalason, and Menegon, 2010
- Callulina stanleyi Loader, Gower, Ngalason, and Menegon, 2010